# Christian Eriksen
Christian Dannemann Eriksen (Middelfart, 14 februari 1992) is een Deens voetballer die doorgaans als aanvallende middenvelder speelt. Hij maakte in de zomer van 2022 de overstap van Brentford naar Manchester United. Eriksen debuteerde in 2010 in het Deens voetbalelftal.

## Clubcarrière

### Ajax

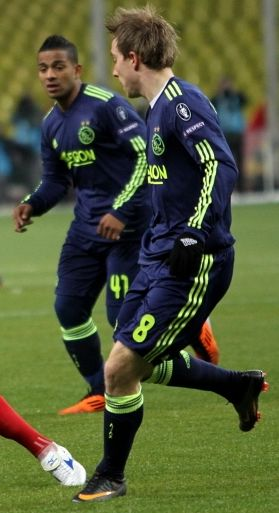
Eriksen samen met zijn oud-teamgenoot Lorenzo Ebecilio.

Eriksen begon op zijn derde met voetballen bij het plaatselijke Middelfart Sanderum. Daar werd hij opgemerkt door Odense BK, dat hem in de jeugdopleiding opnam. Hij werd in 2008 verkozen tot Talent van het Jaar, waarmee hij in de voetstappen trad van onder anderen oud-Ajacieden Ole Tobiasen en Jesper Grønkjær. Eriksen liep vervolgens stage bij Chelsea en FC Barcelona. Chelsea vond Eriksen fysiek niet sterk genoeg. Daarop tekende hij een verbintenis bij Ajax die oorspronkelijk liep tot aan de zomer van 2011. Hij verlengde zijn contract in 2010 tot 30 juni 2014.
Eriksen begon in het seizoen 2008/09 in de B1 van Ajax onder leiding van Tim Ekkelenkamp. Ajax A1-trainer Frank de Boer liet hem aan het einde van het seizoen regelmatig meespelen met de A1 en na verloop van tijd mocht hij meetrainen met het eerste elftal. Begin 2010 mocht Eriksen met de hoofdmacht mee op trainingskamp naar Portugal waar hij debuteerde tegen de Ajax Amateurs. Hij speelde op het trainingskamp ook 45 minuten mee tegen FC Groningen. Tegenover Voetbal International zei Martin Jol tevreden te zijn over de ontwikkeling van Eriksen: "Binnen nu en twee jaar is Eriksen óf goed, óf heel goed óf een heel grote". Jol selecteerde hem in de eerstvolgende competitiewedstrijd tegen NAC Breda, waar hij direct in de basis mocht starten. Vervolgens viel hij in tegen N.E.C. in de beker, tegen Feyenoord en tegen Roda JC Kerkrade. Op zondag 29 augustus 2010 maakte Eriksen als invaller zijn eerste competitiedoelpunt voor Ajax, in een uitwedstrijd tegen De Graafschap maakte hij de 0-5.
Op 6 december 2010 nam Martin Jol ontslag als trainer van Ajax. De opvolger van Jol, Frank de Boer, zette in zijn eerste wedstrijd tegen AC Milan voor de UEFA Champions League Eriksen meteen in de basis. Onder De Boer was Eriksen een vaste waarde en een belangrijke schakel op het middenveld. Op 28 januari 2011 gaf voormalig Ajax-trainer Martin Jol in een interview aan dat Eriksen "de beste nummer 10 kan worden die Ajax ooit heeft gehad".
Eriksen werd in 2011 verkozen tot Talent van het Jaar. Deze prijs had hij het jaar ervoor ook al gekregen. Hij was heel blij met de prijs maar hij vond het belangrijker dat het beter ging met Ajax, zo zei hij in een interview met de Deense pers. Eriksen maakte zijn eerste doelpunt in de Champions League in de thuiswedstrijd tegen Manchester City.
Op 2 maart 2013 in de uitwedstrijd bij FC Twente speelde Eriksen zijn honderdste competitiewedstrijd voor Ajax. Hiermee werd hij lid van officieuze Club van 100, bestaande uit spelers die honderd competitiewedstrijden of meer hebben gespeeld voor Ajax.
Eriksen werd in het seizoen 2012/13 voor de derde keer op rij kampioen met Ajax. Op 13 mei 2013 werd bekendgemaakt dat Eriksen tweede was geworden in het voetballer van het jaar-klassement, waardoor hij de Zilveren Schoen won. Op 29 augustus 2013 kwam het bericht naar buiten dat Ajax en Tottenham Hotspur een akkoord hebben bereikt over Eriksen, alleen de speler zelf zou er nog uit moeten komen met de club. Met de transfer zou 12 miljoen euro zijn gemoeid, wat met bonussen nog kon oplopen tot 13,5 miljoen euro.

### Tottenham Hotspur

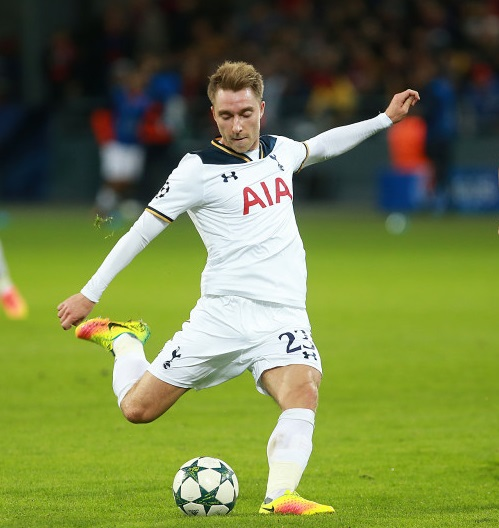
Eriksen in actie tijdens de wedstrijd CSKA Moscow - Tottenham in 2016

Op 30 augustus 2013 maakte Tottenham Hotspur de transfer van Eriksen officieel bekend. Hij maakte zijn debuut (dat ook meteen zijn basisdebuut was) op 14 september 2013 tegen Norwich City. Deze wedstrijd werd met 2-0 gewonnen en Eriksen leverde de assist op de 1-0. Hij werd in de 70e minuut gewisseld. In zijn tweede wedstrijd voor de Spurs, op 19 september 2013, maakte Eriksen zijn eerste officiële doelpunt. In deze thuiswedstrijd voor de UEFA Europa League tegen het Noorse Tromsø IL zette hij in de 86e minuut de 3-0-eindstand op het bord. Eriksen scoorde op 26 december 2013 zijn eerste doelpunt in de Premier League. In de thuiswedstrijd tegen West Bromwich Albion, die in 1-1 eindigde, scoorde Eriksen in de 36e minuut uit een vrije trap de openingstreffer. Op 10 mei 2014 werd bekendgemaakt dat Eriksen door de supporters van Tottenham Hotspur verkozen was tot speler van het jaar.
Op 28 januari 2015 zorgde Eriksen met twee doelpunten ervoor dat de Spurs zich plaatste voor de League Cup-finale. Hij maakte op bezoek bij Sheffield United vlak voor tijd de 2-2, wat net voldoende was na de 1-0-zege in eigen huis. De middenvelder had eerder ook al uit een vrije trap de 0-1 gemaakt. Hij speelde op 29 november 2015 tegen Chelsea (0-0) zijn honderdste officiële wedstrijd voor de Spurs.
Eriksen was over het seizoen 2015/16 goed voor dertien assists. Alleen Mesut Özil gaf er meer (19). Hij streed met Tottenham tot in mei 2016 mee om de titel, waarna Leicester City uiteindelijk met het kampioenschap aan de haal ging. Tottenham kwalificeerde zich door een derde plaats in de competitie wel rechtstreeks voor de groepsfase van de Champions League. Eriksen bleef ook in de jaren die volgden een vaste waarde bij Tottenham. Hiermee bereikte hij in het seizoen 2018/19 de finale van de Champions League.

### Internazionale
Eriksen legde aanbiedingen om zijn verbintenis te verlengen bij Tottenham Hotspur naast zich neer. Hierdoor was het in januari 2020 bijna einde contract bij de Engelse club. Hij tekende in januari 2020 een contract tot medio 2024 bij Internazionale, de nummer twee van de Serie A op dat moment. De Italianen betaalden 20 miljoen euro voor hem. Eriksen maakte op 29 januari 2020 zijn debuut voor Internazionale in de gewonnen kwartfinale van de Coppa Italia, waarin hij in de 66e minuut Alexis Sánchez verving. In zijn eerste halve seizoen bij de club kreeg Eriksen geen vaste basisplaats in het elftal. 
In 2021 tijdens de groepswedstrijd tussen Denemarken en Finland (0–1) op het EK 2020 liep Eriksen rond de veertigste minuut een hartstilstand op, waarop hij gereanimeerd moest worden op het veld. Eriksen overleefde het voorval en kreeg een week later een defibrillator ingeplant. Om veiligheidsredenen mag er niet met een defibrillator worden gespeeld in Italië. Eriksen begon na zijn herstel met het trainen bij zijn oude club Odense om mogelijk terug te keren in het betaald voetbal. Zijn contract bij Internazionale, de club waar Eriksen nog tot 30 juni 2024 onder contract stond, werd per 17 december 2021 ontbonden.

### Brentford
Eriksen trainde onder meer bij Jong Ajax om zo zijn conditie op peil te houden. Op de laatste dag van de wintermercato, 31 januari 2022, tekende hij een kort contract tot medio 2022 bij Brentford dat in de Premier League uitkomt. De club had met trainer Thomas Frank en zes spelers al een behoorlijk Deense enclave. Op 26 februari 2022 maakte hij zijn eerste speelminuten voor de club met een invalbeurt kort na de rust. Uiteindelijk werd met 0–2 verloren tegen Newcastle United in zijn eerste officiële wedstrijd sinds zijn hartaanval acht maanden eerder op het EK.

### Manchester United
Op 15 juli 2022 maakte Manchester United bekend dat Eriksen voor drie seizoenen had getekend bij de club. Hij maakte op 7 augustus zijn debuut tegen Brighton & Hove Albion FC. Op 13 november was hij tegen Fulham FC goed voor zijn eerste doelpunt voor Manchester United. Hij was onbetwist basisspeler in zijn eerste seizoen en kwam tot twee goals en tien assists in 44 wedstrijden. Halverwege het tweede seizoen verdween Eriksen uit de basiself. 

## Privé
Eriksen is getrouwd met de Deense Sabrina Kvist. Samen hebben ze een zoon en een dochter.

## Clubstatistieken
| Seizoen                      | Club              |                    | Competitie      | Competitie | Competitie | Beker | Beker | Internationaal | Internationaal | Overig | Overig | Totaal | Totaal |
| Seizoen                      | Club              | Wed.               | Competitie      | Dlp.       | Wed.       | Dlp.  | Wed.  | Dlp.           | Wed.           | Dlp.   | Wed.   | Dlp.   |        |
| ---------------------------- | ----------------- | ------------------ | --------------- | ---------- | ---------- | ----- | ----- | -------------- | -------------- | ------ | ------ | ------ | ------ |
| 2009/10                      | Ajax              | Vlag van Nederland | Eredivisie      | 15         | 0          | 4     | 1     | 2              | 0              | 0      | 0      | 21     | 1      |
| 2010/11                      | Ajax              | Vlag van Nederland | Eredivisie      | 28         | 6          | 6     | 1     | 12             | 1              | 1      | 0      | 47     | 8      |
| 2011/12                      | Ajax              | Vlag van Nederland | Eredivisie      | 33         | 7          | 2     | 0     | 8              | 1              | 1      | 0      | 44     | 8      |
| 2012/13                      | Ajax              | Vlag van Nederland | Eredivisie      | 33         | 10         | 4     | 2     | 8              | 1              | 0      | 0      | 45     | 13     |
| 2013/14                      | Ajax              | Vlag van Nederland | Eredivisie      | 4          | 2          | 0     | 0     | 0              | 0              | 1      | 0      | 5      | 2      |
| Club totaal                  | Club totaal       | Club totaal        | Club totaal     | 113        | 25         | 16    | 4     | 30             | 3              | 3      | 0      | 162    | 32     |
| 2013/14                      | Tottenham Hotspur | Vlag van Engeland  | Premier League  | 25         | 7          | 2     | 0     | 9              | 3              | —      | —      | 36     | 10     |
| 2014/15                      | Tottenham Hotspur | Vlag van Engeland  | Premier League  | 38         | 10         | 6     | 2     | 4              | 0              | —      | —      | 48     | 12     |
| 2015/16                      | Tottenham Hotspur | Vlag van Engeland  | Premier League  | 35         | 6          | 5     | 1     | 7              | 1              | —      | —      | 47     | 8      |
| 2016/17                      | Tottenham Hotspur | Vlag van Engeland  | Premier League  | 36         | 8          | 4     | 3     | 8              | 1              | —      | —      | 48     | 12     |
| 2017/18                      | Tottenham Hotspur | Vlag van Engeland  | Premier League  | 37         | 10         | 4     | 2     | 6              | 2              | —      | —      | 47     | 14     |
| 2018/19                      | Tottenham Hotspur | Vlag van Engeland  | Premier League  | 35         | 8          | 4     | 0     | 12             | 2              | —      | —      | 51     | 10     |
| 2019/20                      | Tottenham Hotspur | Vlag van Engeland  | Premier League  | 20         | 2          | 3     | 0     | 5              | 1              | —      | —      | 28     | 3      |
| Club totaal                  | Club totaal       | Club totaal        | Club totaal     | 226        | 51         | 28    | 8     | 51             | 10             | 0      | 0      | 305    | 69     |
| 2019/20                      | Internazionale    | Vlag van Italië    | Serie A         | 17         | 1          | 3     | 1     | 6              | 2              | —      | —      | 26     | 4      |
| 2020/21                      | Internazionale    | Vlag van Italië    | Serie A         | 26         | 3          | 4     | 1     | 4              | 0              | —      | —      | 34     | 4      |
| 2021/22                      | Internazionale    | Vlag van Italië    | Serie A         | 0          | 0          | 0     | 0     | 0              | 0              | —      | —      | 0      | 0      |
| Club totaal                  | Club totaal       | Club totaal        | Club totaal     | 43         | 4          | 7     | 2     | 10             | 2              | 0      | 0      | 60     | 8      |
| 2021/22                      | Brentford         | Vlag van Engeland  | Premier League  | 11         | 1          | 0     | 0     | 0              | 0              | —      | —      | 11     | 1      |
| Club totaal                  | Club totaal       | Club totaal        | Club totaal     | 11         | 1          | 0     | 0     | 0              | 0              | 0      | 0      | 11     | 1      |
| 2022/23                      | Manchester United | Vlag van Engeland  | Premier League  | 28         | 1          | 8     | 1     | 8              | 0              | 0      | 0      | 44     | 2      |
| 2023/24                      | Manchester United | Vlag van Engeland  | Premier League  | 16         | 1          | 1     | 0     | 4              | 0              | 0      | 0      | 21     | 1      |
| Club totaal                  | Club totaal       | Club totaal        | Club totaal     | 44         | 2          | 9     | 1     | 12             | 0              | 0      | 0      | 65     | 3      |
| Carrière totaal              | Carrière totaal   | Carrière totaal    | Carrière totaal | 437        | 82         | 60    | 15    | 103            | 15             | 3      | 0      | 603    | 113    |
| Bijgewerkt t/m 9 april 2024. |                   |                    |                 |            |            |       |       |                |                |        |        |        |        |

## Internationale carrière

### Jeugd
Eriksen werd opgeroepen voor het Deense nationale voetbalteam onder 17 in juli 2007, en maakte indruk bij zijn debuut voor het team op 31 juli. In 2008 scoorde hij acht doelpunten in 16 wedstrijden voor de onder 17, en werd benoemd tot Deens Talent van het Jaar onder 17 door de Deense voetbalbond. Hij was ook een van de vier genomineerden voor de Deense Talent van het Jaar award in 2008, die gewonnen werd door Mathias Jørgensen. Hij speelde 27 wedstrijden voor het onder 17 team tot februari 2009. Hij speelde in totaal acht wedstrijden voor het Deens onder 18 en Deens onder 19 teams tijdens 2009. Eriksen werd ook opgeroepen voor het Deense onder 21-team voor het Europees kampioenschap in Denemarken in 2011, het Deense team nam alleen deel aan de groepsfase en Eriksen scoorde een doelpunt tegen Wit-Rusland.

### Senior

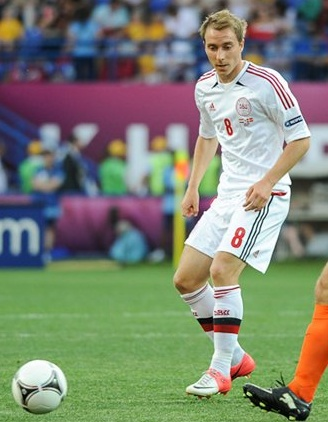
Eriksen spelend voor het Denemarken op het Europees kampioenschap voetbal 2012

Eriksen ontving zijn eerste oproep voor het senior Deense elftal in februari 2010, maakte zijn debuut in de vriendschappelijke wedstrijd van Denemarken tegen Oostenrijk in maart, en werd daarmee de op vier na jongste volledige international van Denemarken, de jongste debutant sinds Michael Laudrup.
Op 28 mei 2010 kondigde de Deense coach Morten Olsen aan dat Eriksen deel zou uitmaken van de definitieve selectie van 23 spelers die zouden deelnemen aan het Wereldkampioenschap voetbal 2010 in Zuid-Afrika. Hij was de jongste speler die deelnam aan het toernooi. Op het WK speelde Eriksen twee wedstrijden, tegen het Nederlands elftal en het Japans elftal, maar Denemarken slaagde er niet in om verder te komen dan de groepsfase.
Op 9 februari 2011, in een 2-1 vriendschappelijke nederlaag thuis tegen het Engelse nationale voetbalteam, werd Eriksen uitgeroepen tot man van de wedstrijd, en werd geprezen om zijn prestatie door een aantal prominente voetbalfiguren, waaronder Chelsea-ster Frank Lampard,  Manchester United-ster Rio Ferdinand (op Twitter),  manager Morten Olsen en verschillende media-experts in Denemarken en Engeland.  Op 4 juni 2011 scoorde Eriksen zijn eerste doelpunt voor het nationale team om Denemarken een 2-0 voorsprong te geven op IJsland in hun UEFA Euro 2012-kwalificatiewedstrijd. Hiermee werd hij de jongste Deense speler ooit die een doelpunt scoorde in Europese kwalificatiewedstrijden, negen dagen jonger dan Michael Laudrup toen hij zijn eerste doelpunt scoorde in 1983. 
In de aanloop naar het Wereldkampioenschap voetbal 2018 werd Denemarken ingedeeld in UEFA Groep E, samen met teams zoals Polen en Roemenië. Eriksen speelde een sleutelrol tijdens de kwalificatiecampagne van het land, waarin hij acht doelpunten scoorde om Denemarken een play-off tegen het Ierse nationale voetbalelftal te bezorgen. De eerste wedstrijd van de play-off eindigde in een 0–0 gelijkspel thuis, waarna Eriksen een hattrick scoorde in het Aviva Stadium in Dublin tijdens een 5–1 overwinning, waarmee Denemarken zich plaatste voor het wereldkampioenschap. Eriksens hattrick bracht zijn totale aantal doelpunten voor de kwalificatiecampagne op 11, alleen overtroffen door de 16 van Polen's Robert Lewandowski en de 15 van Portugal's Cristiano Ronaldo in Europa, en leverde hem lof op van bondscoach Åge Hareide, die verklaarde dat Eriksen een van de beste 10 spelers ter wereld was.
In de openingswedstrijd van Denemarken op het toernooi, gaf Eriksen een assist aan Yussuf Poulsen voor het enige doelpunt in een 1-0 overwinning op Peru voordat hij zijn eerste doelpunt voor het toernooi scoorde in het 1-1 gelijkspel tegen het Australische team de volgende week. Denemarken ging uiteindelijk door van hun groep, waarna ze werden ingedeeld bij Kroatië in de Achtste finales. Daar werden ze verslagen na een strafschoppenreeks, waarbij Eriksen een van de drie spelers was wiens strafschop werd gestopt door de Kroatische doelman Danijel Subašić.
Op 9 september 2018 scoorde Eriksen tweemaal in een 2-0 overwinning op Wales, waarmee hij Denemarken naar de overwinning leidde in de eerste wedstrijd van het nationale team in de inaugurale UEFA Nations League B. Op 14 oktober 2020 speelde Eriksen zijn 100e wedstrijd voor Denemarken, waarin hij een strafschop benutte in een 1-0 uitoverwinning tegen Engeland in de UEFA Nations League.

### UEFA Euro 2020 hartstilstand
Op 25 mei 2021 werd Eriksen opgenomen in de Deense selectie voor UEFA Euro 2020. Op 12 juni, tijdens Denemarkens opening groepswedstrijd tegen Finland in het Parken Stadion in Kopenhagen, zakte Eriksen in elkaar in de 42e minuut toen hij een ingooi zou ontvangen. Er werd onmiddellijk medische hulp verleend, en reanimatie en defibrillatie werden op het veld uitgevoerd voordat Eriksen van het veld werd gedragen op een brancard en de wedstrijd werd gestaakt. Ongeveer een uur na het incident bevestigden functionarissen van UEFA en de Deense voetbalbond (DBU) van het Rigshospitalet ziekenhuis dat Eriksen gestabiliseerd was en bij bewustzijn was. De wedstrijd werd later op de avond hervat, resulterend in een 1-0 overwinning voor Finland, waarbij Eriksen door UEFA werd gekozen als de man van de wedstrijd. De Deense bondscoach Kasper Hjulmand en teamarts Morten Boesen betreurden later beiden de voortzetting van de wedstrijd, hoewel Eriksens teamgenoot Martin Braithwaite zei dat de beslissing om dit te doen de "minst slechte" was. De beslissing om de wedstrijd voort te zetten werd ook bekritiseerd door Peter Schmeichel, vader van de Deense doelman Kasper Schmeichel, die zei dat UEFA het team had bedreigd met een 3-0 verlies als ze weigerden de wedstrijd later die dag of de volgende dag om twaalf uur 's middags af te maken, waardoor de spelers "geen keuze" hadden dan door te gaan.
De volgende dag bevestigde Boesen dat Eriksen een hartstilstand had gehad. Het incident zelf leidde tot vergelijkingen met Fabrice Muamba en Abdelhak Nouri, twee professionele voetballers die ook tijdens het spel in soortgelijke omstandigheden ineenstortten. Muamba moest met pensioen, en Nouri liep blijvende hersenschade op. Op 15 juni plaatste Eriksen een foto van zichzelf in het ziekenhuis op zijn sociale media samen met een korte verklaring, waarin hij zei dat het "naar omstandigheden goed" met hem ging. De volgende dag werd aangekondigd dat hij een implanteerbare cardioverter-defibrillator-apparaat zou krijgen, een beslissing die door Boesen werd beschreven als "noodzakelijk vanwege ritmestoornissen" na zijn hartstilstand. De operatie bracht zijn contract met Inter Milaan in gevaar vanwege de regels van de Serie A, die spelers die ICD-apparaten dragen niet toelieten om te spelen. Zijn contract werd later dat jaar beëindigd. Op 18 juni verklaarde de DBU dat Eriksen een succesvolle operatie had ondergaan en was ontslagen uit het Rigshospitalet. Na zijn ontslag bezocht hij zijn Deense teamgenoten in Helsingør voordat hij terugkeerde naar zijn familie thuis. Het Deense team droeg later hun 4-1 overwinning op Rusland in hun laatste groepswedstrijd op aan Eriksen; het resultaat stelde hen in staat om door te gaan naar de achtste finales. Ze bereikten later de halve finales van het toernooi, waar ze werden uitgeschakeld na een 2-1 verlies na verlenging tegen Engeland in het Wembley Stadion, op 7 juli.

### Terugkeer naar internationaal voetbal in 2022
Eriksen keerde terug naar internationaal voetbal op 26 maart 2022, toen hij halverwege de wedstrijd inviel in een 4-2 nederlaag tegen Nederland, en twee minuten na zijn terugkeer scoorde.
Eriksen werd opgenomen in de selectie voor het WK 2022, waarbij hij elke minuut van de campagne van Denemarken speelde terwijl ze onderaan Groep D eindigden. Hij werd op 30 mei 2024 door Kasper Hjulmand opgenomen in de Deense selectie voor het EK 2024 in Duitsland. Denemarken speelde in de groepsfase gelijk Slovenië, Engeland en Servië, waarna het in de achtste finales werd uitgeschakeld door gastland Duitsland (2–0). Eriksen kwam op het toernooi in iedere wedstrijd in actie en scoorde tegen Slovenië (1–1).

## Interlands
| Interlands van Christian Eriksen voor Denemarken | Interlands van Christian Eriksen voor Denemarken | Interlands van Christian Eriksen voor Denemarken | Interlands van Christian Eriksen voor Denemarken | Interlands van Christian Eriksen voor Denemarken | Interlands van Christian Eriksen voor Denemarken |
| №                                                | Datum                                            | Wedstrijd                                        | Uitslag                                          | Competitie                                       | Doelpunten                                       |
| Als speler van Ajax                              | Als speler van Ajax                              | Als speler van Ajax                              | Als speler van Ajax                              | Als speler van Ajax                              | Als speler van Ajax                              |
| ------------------------------------------------ | ------------------------------------------------ | ------------------------------------------------ | ------------------------------------------------ | ------------------------------------------------ | ------------------------------------------------ |
| 1.                                               | 3 maart 2010                                     | Oostenrijk – Denemarken                          | 2 – 1                                            | Vriendschappelijk                                |                                                  |
| 2.                                               | 27 mei 2010                                      | Denemarken – Senegal                             | 2 – 0                                            | Vriendschappelijk                                |                                                  |
| 3.                                               | 1 juni 2010                                      | Australië – Denemarken                           | 1 – 0                                            | Vriendschappelijk                                |                                                  |
| 4.                                               | 14 juni 2010                                     | Denemarken – Nederland                           | 0 – 2                                            | WK Groepsfase 2010                               |                                                  |
| 5.                                               | 24 juni 2010                                     | Japan – Denemarken                               | 3 – 1                                            | WK Groepsfase 2010                               |                                                  |
| 6.                                               | 11 augustus 2010                                 | Denemarken – Duitsland                           | 2 – 2                                            | Vriendschappelijk                                |                                                  |
| 7.                                               | 7 september 2010                                 | Denemarken – IJsland                             | 1 – 0                                            | EK-kwalificatie 2012                             |                                                  |
| 8.                                               | 8 oktober 2010                                   | Portugal – Denemarken                            | 3 – 1                                            | EK-kwalificatie 2012                             |                                                  |
| 9.                                               | 12 oktober 2010                                  | Denemarken – Cyprus                              | 2 – 0                                            | EK-kwalificatie 2012                             |                                                  |
| 10.                                              | 17 november 2010                                 | Denemarken – Tsjechië                            | 0 – 0                                            | Vriendschappelijk                                |                                                  |
| 11.                                              | 9 februari 2011                                  | Denemarken – Engeland                            | 1 – 2                                            | Vriendschappelijk                                |                                                  |
| 12.                                              | 26 maart 2011                                    | Noorwegen – Denemarken                           | 1 – 1                                            | EK-kwalificatie 2012                             |                                                  |
| 13.                                              | 29 maart 2011                                    | Slovenië – Denemarken                            | 1 – 2                                            | Vriendschappelijk                                |                                                  |
| 14.                                              | 4 juni 2011                                      | IJsland – Denemarken                             | 0 – 2                                            | EK-kwalificatie 2012                             | 75'                                              |
| 15.                                              | 10 augustus 2011                                 | Schotland – Denemarken                           | 2 – 1                                            | Vriendschappelijk                                | 31'                                              |
| 16.                                              | 6 september 2011                                 | Denemarken – Noorwegen                           | 2 – 0                                            | EK-kwalificatie 2012                             |                                                  |
| 17.                                              | 7 oktober 2011                                   | Cyprus – Denemarken                              | 1 – 4                                            | EK-kwalificatie 2012                             |                                                  |
| 18.                                              | 11 oktober 2011                                  | Denemarken – Portugal                            | 2 – 1                                            | EK-kwalificatie 2012                             |                                                  |
| 19.                                              | 11 november 2011                                 | Denemarken – Zweden                              | 2 – 0                                            | Vriendschappelijk                                |                                                  |
| 20.                                              | 15 november 2011                                 | Denemarken – Finland                             | 2 – 1                                            | Vriendschappelijk                                |                                                  |
| 21.                                              | 29 februari 2012                                 | Denemarken – Rusland                             | 0 – 2                                            | Vriendschappelijk                                |                                                  |
| 22.                                              | 26 mei 2012                                      | Brazilië – Denemarken                            | 3 – 1                                            | Vriendschappelijk                                |                                                  |
| 23.                                              | 2 juni 2012                                      | Denemarken – Australië                           | 2 – 0                                            | Vriendschappelijk                                |                                                  |
| 24.                                              | 9 juni 2012                                      | Denemarken – Nederland                           | 1 – 0                                            | EK Groepsfase 2012                               |                                                  |
| 25.                                              | 13 juni 2012                                     | Denemarken – Portugal                            | 2 – 3                                            | EK Groepsfase 2012                               |                                                  |
| 26.                                              | 17 juni 2012                                     | Denemarken – Duitsland                           | 1 – 2                                            | EK Groepsfase 2012                               |                                                  |
| 27.                                              | 15 augustus 2012                                 | Denemarken – Slowakije                           | 1 – 3                                            | Vriendschappelijk                                |                                                  |
| 28.                                              | 8 september 2012                                 | Denemarken – Tsjechië                            | 0 – 0                                            | WK-kwalificatie 2014                             |                                                  |
| 29.                                              | 12 oktober 2012                                  | Bulgarije – Denemarken                           | 1 – 1                                            | WK-kwalificatie 2014                             |                                                  |
| 30.                                              | 16 oktober 2012                                  | Italië – Denemarken                              | 3 – 1                                            | WK-kwalificatie 2014                             |                                                  |
| 31.                                              | 14 november 2012                                 | Turkije – Denemarken                             | 1 – 1                                            | Vriendschappelijk                                |                                                  |
| 32.                                              | 06 februari 2013                                 | Macedonië – Denemarken                           | 3 – 0                                            | Vriendschappelijk                                |                                                  |
| 33.                                              | 22 maart 2013                                    | Tsjechië – Denemarken                            | 0 – 3                                            | WK-kwalificatie 2014                             |                                                  |
| 34.                                              | 26 maart 2013                                    | Denemarken – Bulgarije                           | 1 – 1                                            | WK-kwalificatie 2014                             |                                                  |
| 35.                                              | 5 juni 2013                                      | Denemarken – Georgië                             | 2 – 1                                            | Vriendschappelijk                                | 89'                                              |
| 36.                                              | 11 juni 2013                                     | Denemarken – Armenië                             | 0 – 4                                            | WK-kwalificatie 2014                             |                                                  |
| 37.                                              | 14 augustus 2013                                 | Polen – Denemarken                               | 3 – 2                                            | Vriendschappelijk                                | 18'                                              |
| Als speler van Tottenham Hotspur                 |                                                  |                                                  |                                                  |                                                  |                                                  |
| 38.                                              | 6 september 2013                                 | Malta – Denemarken                               | 1 – 2                                            | WK-kwalificatie 2014                             |                                                  |
| 39.                                              | 10 september 2013                                | Armenië – Denemarken                             | 0 – 1                                            | WK-kwalificatie 2014                             |                                                  |
| 40.                                              | 11 oktober 2013                                  | Denemarken – Italië                              | 2 – 2                                            | WK-kwalificatie 2014                             |                                                  |
| 41.                                              | 15 oktober 2013                                  | Denemarken – Malta                               | 6 – 0                                            | WK-kwalificatie 2014                             |                                                  |
| 42.                                              | 15 november 2013                                 | Denemarken – Noorwegen                           | 2 – 1                                            | Vriendschappelijk                                |                                                  |
| 43.                                              | 22 mei 2014                                      | Hongarije – Denemarken                           | 2 – 2                                            | Vriendschappelijk                                | 56'                                              |
| 44.                                              | 28 mei 2014                                      | Denemarken – Zweden                              | 1 – 0                                            | Vriendschappelijk                                |                                                  |
| 45.                                              | 3 september 2014                                 | Denemarken – Turkije                             | 1 – 2                                            | Vriendschappelijk                                |                                                  |
| 46.                                              | 7 september 2014                                 | Denemarken – Armenië                             | 2 – 1                                            | EK-kwalificatie 2016                             |                                                  |
| 47.                                              | 11 oktober 2014                                  | Albanië – Denemarken                             | 1 – 1                                            | EK-kwalificatie 2016                             |                                                  |
| 48.                                              | 14 oktober 2014                                  | Denemarken – Portugal                            | 0 – 1                                            | EK-kwalificatie 2016                             |                                                  |
| 49.                                              | 14 november 2014                                 | Servië – Denemarken                              | 1 – 3                                            | EK-kwalificatie 2016                             |                                                  |
| 50.                                              | 25 maart 2015                                    | Denemarken – Verenigde Staten                    | 3 – 2                                            | Vriendschappelijk                                |                                                  |
| 51.                                              | 29 maart 2015                                    | Frankrijk – Denemarken                           | 2 – 0                                            | Vriendschappelijk                                |                                                  |
| 52.                                              | 8 juni 2015                                      | Denemarken – Montenegro                          | 2 – 1                                            | Vriendschappelijk                                | 70'                                              |
| 53.                                              | 13 juni 2015                                     | Denemarken – Servië                              | 2 – 0                                            | EK-kwalificatie 2016                             |                                                  |
| 54.                                              | 8 oktober 2015                                   | Portugal – Denemarken                            | 1 – 0                                            | EK-kwalificatie 2016                             |                                                  |
| 55.                                              | 11 oktober 2015                                  | Denemarken – Frankrijk                           | 1 – 2                                            | Vriendschappelijk                                |                                                  |
| 56.                                              | 14 november 2015                                 | Zweden – Denemarken                              | 2 – 1                                            | EK-kwalificatie 2016                             |                                                  |
| 57.                                              | 17 november 2015                                 | Denemarken – Zweden                              | 2 – 2                                            | EK-kwalificatie 2016                             |                                                  |
| 58.                                              | 24 maart 2016                                    | Denemarken – IJsland                             | 2 – 1                                            | Vriendschappelijk                                |                                                  |
| 59.                                              | 29 maart 2016                                    | Schotland – Denemarken                           | 1 – 0                                            | Vriendschappelijk                                |                                                  |
| 60.                                              | 3 juni 2016                                      | Bosnië en Herzegovina – Denemarken               | 2 – 2                                            | Kirin Cup 2016                                   |                                                  |
| 61.                                              | 7 juni 2016                                      | Bulgarije – Denemarken                           | 0 – 4                                            | Kirin Cup 2016                                   | 72', 74', 82'                                    |
| 62.                                              | 31 augustus 2016                                 | Denemarken – Liechtenstein                       | 5 – 0                                            | Vriendschappelijk                                |                                                  |
| 63.                                              | 4 september 2016                                 | Denemarken – Armenië                             | 1 – 0                                            | WK-kwalificatie 2018                             | 17'                                              |
| 64.                                              | 8 oktober 2016                                   | Polen – Denemarken                               | 3 – 2                                            | WK-kwalificatie 2018                             |                                                  |
| 65.                                              | 11 oktober 2016                                  | Denemarken – Montenegro                          | 0 – 1                                            | WK-kwalificatie 2018                             |                                                  |
| 66.                                              | 11 november 2016                                 | Denemarken – Kazachstan                          | 4 – 1                                            | WK-kwalificatie 2018                             | 36', 90+2'                                       |
| 67.                                              | 26 maart 2017                                    | Roemenië – Denemarken                            | 0 – 0                                            | WK-kwalificatie 2018                             |                                                  |
| 68.                                              | 6 juni 2017                                      | Denemarken – Duitsland                           | 1 – 1                                            | Vriendschappelijk                                | 18'                                              |
| 69.                                              | 10 juni 2017                                     | Kazachstan – Denemarken                          | 1 – 3                                            | WK-kwalificatie 2018                             | 51'                                              |
| 70.                                              | 1 september 2017                                 | Denemarken – Polen                               | 4 – 0                                            | WK-kwalificatie 2018                             | 80'                                              |
| 71.                                              | 4 september 2017                                 | Armenië – Denemarken                             | 1 – 4                                            | WK-kwalificatie 2018                             | 29'                                              |
| 72.                                              | 5 oktober 2017                                   | Montenegro – Denemarken                          | 0 – 1                                            | WK-kwalificatie 2018                             | 16'                                              |
| 73.                                              | 8 oktober 2017                                   | Denemarken – Roemenië                            | 1 – 1                                            | WK-kwalificatie 2018                             | 60'                                              |
| 74.                                              | 11 november 2017                                 | Denemarken – Ierland                             | 0 – 0                                            | WK-kwalificatie Playoffs 2018                    |                                                  |
| 75.                                              | 14 november 2017                                 | Ierland – Denemarken                             | 1 – 5                                            | WK-kwalificatie Playoffs 2018                    | 32', 63', 74'                                    |

Bijgewerkt t/m 14 november 2017

## Erelijst
| Competitie           | Aantal | Jaar                      |
| -------------------- | ------ | ------------------------- |
| Ajax                 |        |                           |
| Eredivisie           | 3x     | 2010/11, 2011/12, 2012/13 |
| KNVB beker           | 1x     | 2009/10                   |
| Johan Cruijff Schaal | 1x     | 2013                      |
| Internazionale       |        |                           |
| Serie A              | 1x     | 2020/21                   |
| Manchester United    |        |                           |
| EFL Cup              | 1x     | 2022/23                   |
| FA Cup               | 1x     | 2023/24                   |

Individueel
| Prijs                           | Aantal | Jaar             |
| ------------------------------- | ------ | ---------------- |
| Nederland                       |        |                  |
| Nederlands Talent van het Jaar  | 1x     | 2011             |
| Nederlands Bronzen Schoen       | 1x     | 2012             |
| Nederlands Zilveren Schoen      | 1x     | 2013             |
| Ajax Club van 100               | 113W   | 2010/13          |
| Denemarken                      |        |                  |
| Dansk Fodbold Award             | 3x     | 2011, 2013, 2014 |
| Deens Talent van het Jaar       | 1x     | 2010             |
| Deens Årets Talent              | 2x     | 2010, 2011       |
| Deens Årets Talent onder 17     | 1x     | 2008             |
| Engeland                        |        |                  |
| Tottenham – Speler van het Jaar | 1x     | 2013/14          |